# Laila Lalami
Laila Lalami (in arabo: ليلى العلمي; Rabat, 1968) è una scrittrice marocchina naturalizzata statunitense.
Ha studiato in Marocco, Gran Bretagna e Stati Uniti. Vive a Los Angeles. Il suo romanzo d'esordio La speranza e altri sogni pericolosi è stato pubblicato in Italia dalla casa editrice Fusi Orari. Ha scritto un racconto intitolato Il destino delle onde, pubblicato dalla rivista Internazionale del dicembre'07/gennaio'08.